# Apogon campbelli
Apogon campbelli is een  straalvinnige vissensoort uit de familie van kardinaalbaarzen (Apogonidae). De wetenschappelijke naam van de soort is voor het eerst geldig gepubliceerd in 1949 door Smith.